# Gitanopsis gouriae
Gitanopsis gouriae is een vlokreeftensoort uit de familie van de Amphilochidae. De wetenschappelijke naam van de soort is voor het eerst geldig gepubliceerd in 1998 door Asari.